# Teodora
Teodora er en italiensk stumfilm fra 1921 af Leopoldo Carlucci.

## Medvirkende
- Rita Jolivet som Teodora Augusta
- Ferruccio Biancini som Justinian
- René Maupré som Andreas
- Emilia Rosini som Antonina
- Adolfo Trouché som Belisarius
- Mariano Bottino som Marcellus
- Guido Marciano